# Grażyna Barszczewska

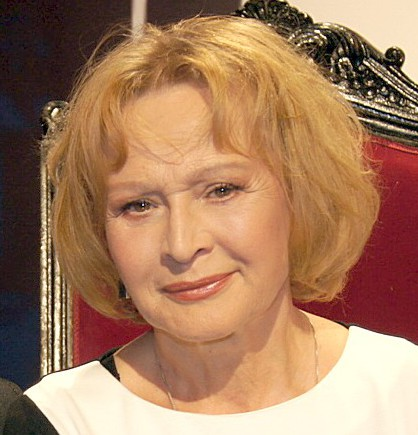
Grażyna Barszczewska (2012)

Grażyna Barszczewska (sinh ngày 1 tháng 5 năm 1947 tại Warsaw) là một diễn viên người Ba Lan.

## Tiểu sử
Grażyna Barszczewska tốt nghiệp Học viện Nghệ thuật Sân khấu Quốc gia AST ở Kraków vào năm 1970. Bà diễn xuất trên sân khấu tại nhiều nơi như: Nhà hát Ludowy ở quận Nowa Huta - Kraków (1970-1972), Nhà hát Ateneum ở Warsaw (1972-1983),  Nhà hát Współczesny ở Wrocław (1995-1997), và Nhà hát Ba Lan ở Warsaw (từ năm 1983).
Ngoài sự nghiệp diễn xuất trên sân khấu, Grażyna Barszczewska cũng là gương mặt quen thuộc trong hơn 40 bộ phim điện ảnh và phim truyền hình Ba Lan. Trong đó, bà nổi tiếng với các phim: Kariera Nikodema Dyzmy (1980), Pan Tadeusz (1999), Nie opuszczaj mnie (2009), Wygrany (2011) và Dzień kobiet (2012).

## Giải thưởng
Grażyna Barszczewska vinh dự được trao tặng Huy chương bạc Huy chương Công trạng về văn hóa - Gloria Artis (2007) và Huân chương Polonia Restituta (2013) vì những đóng góp nổi bật cho nền văn hóa Ba Lan cùng những thành tựu trong sáng tạo nghệ thuật.

## Đời tư
Grażyna Barszczewska có một người con trai tên là Jarosław Szmidt (nhà quay phim, diễn viên, sinh năm 1978).